# 汉氏棱鳀
汉氏棱鳀（学名：Thryssa hamiltonii）为鳀科棱鯷屬的鱼类，俗名含梳、须多、含茜。分布于印度尼西亚、菲律宾、中印半岛、印度、朝鲜、台湾岛以及南海、东海等海域，棲息深度10-13公尺，體長可達27公分，棲息在沿海及河口區，屬肉食性，以橈腳類、多毛類等為食，可做為食用魚。该物种的模式产地在印度。

## 扩展阅读
維基物種上的相關：汉氏棱鳀